# Ischyromene eatoni
{{Bảng phân loại
| name = Ischyromene eatoni
| image =
| image caption =
| regnum=Animalia
| familia = Sphaeromatidae
| classis=Malacostraca
| ordo=Isopoda
| genus = Ischyromene
| species = I. eatoni
| binomial = Ischyromene eatoni
| binomial_authority = Miers, 1875 
| species = I. eatoni là một loài chân đều trong họ Sphaeromatidae. Loài này được Miers miêu tả khoa học năm 1875.